# Lucernariidae
Lucernariidae — родина медуз в класі Scyphozoa ряду Stauromedusae.
Ця родина містить чотири роди, Haliclystus, Lucernaria,
Stylocoronella та Stenoscyphus, з п'ятнадцятьма видами у них. Всі види родини мешкають у водах навколо Японії. Для родини характерна наявність восьми пучків щупалець, стебло, прикріплене до субстрату, поділене на чотири відокремлені камери, на кілька камер поділяється також і шлунок.